# Бланши, Фредерик
Фредерик Бланши (фр. Frédéric Blanchy; 1 июля 1868, Бордо — 1 октября 1944, Бордо) — французский яхтсмен, двукратный чемпион летних Олимпийских игр 1900 года.
На Играх Бланши в составе смешанной команды вместе с ещё одним французским яхтсменом Жаком Ле Лявассье и англичанином Эдвардом Уильямом Иксшоу на яхте Olle участвовал в двух гонках для яхт водоизмещением от 2 до 3 тонн, которые состоялись 22 и 25 мая 1900 года. В обоих гонках смешанный экипаж занял первое место. Кроме того, этот же экипаж 20 мая 1900 года участвовал в гонках открытого класса, но не смог финишировать.